# Mur de les Lamentacions
El Mur de les Lamentacions (hebreu: הַכֹּתֶל הַמַעֲרָבִי, Hakótel Hama'araví‎) és un mur de contenció, l'últim vestigi del Segon Temple de Jerusalem, l'edifici més sagrat del judaisme. Les restes que encara queden daten de l'època d'Herodes el Gran, qui ordenà construir grans murs al voltant del Mont del Temple o Esplanada de les Mesquites, que foren acabades pel seu net Herodes II Agripa i destruïdes en gran part després del setge de Jerusalem de la Primera Guerra Judeoromana.
Actualment és un lloc de devoció dels creients jueus. Els jueus van al mur de les lamentacions, escriuen un desig o un perdó i l'entaforen entre les seves escletxes perquè es faci realitat.

## Història
El Primer Temple, el Temple de Salomó, va ser construït al segle x aC, i destruït pels babilonis en el 587 aC. El Segon Temple, en tant, va ser reconstruït pels líders Zorobabel, Esdres i Nehemies l'any 536 aC a la tornada de l'Exili de Babilònia, i tornat a destruir pels romans l'any 70 dC, durant la Gran Revolta Jueva. De tal manera, cada temple es va mantenir en peu per uns 400 anys.
D'acord amb la història, quan les legions de l'emperador Vespasià van destruir el temple, només una part del mur exterior va quedar en peu. El llavors general Titus va deixar aquest mur perquè els jueus tinguessin l'amarg record que Roma havia vençut Judea (d'aquí el nom de Mur de les Lamentacions). Els jueus, però, ho van atribuir a una promesa feta per Déu, segons la qual sempre quedaria en peu almenys una part del sagrat temple com a símbol de la seva aliança perpètua amb el poble jueu. Els jueus han pregat davant d'aquest mur durant els últims dos mil anys, creient que aquest és el lloc accessible més sagrat de la Terra, ja que no poden accedir a l'interior de l'Esplanada de les Mesquites, que seria el més sagrat de tots. En tot cas, les oracions hebraiques enfront del mur no es limiten a les lamentacions. Es llegeix el llibre dels Salms i es realitzen cerimònies de Bar Mitsvà. Lloances i peticions (orals i escrites) són comuns i contínues.
Comunament enfront d'ell es lamenta la destrucció de la ciutat i la dispersió del poble hebreu, sent el divendres un dia d'especial intensitat. La tradició d'introduir un petit paper amb una pregària entre les escletxes del mur té diversos segles d'antiguitat. Entre els resos dels jueus s'inclouen les fervents súpliques a Déu perquè torni a la terra d'Israel, el retorn de tots els exiliats jueus, la reconstrucció del temple (el tercer), i l'arribada de l'era messiànica amb la vinguda del messies jueu.
El Mur de les Lamentacions és sagrat per als jueus a causa que és una de les poques parts que van quedar en peu després que els romans destruïssin el Temple de Jerusalem. El Mur Oriental i el Mur Sud també van sobreviure parcialment l'envestida romana, però el Mur Occidental està més proper al Sancto Sanctorum o Sant Santuari, el sector més sagrat del Temple al qual només podia accedir el Summe Sacerdot un cop l'any. A diferència del Mur Oriental i el Mur Sud, el Mur Occidental va esdevenir el lloc tradicional d'oració.